# Alekos Fassianos

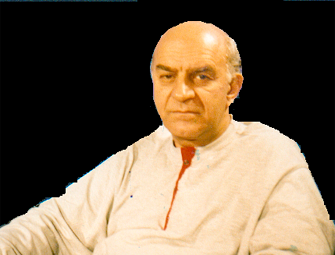
Alekos Fassianos (1998)

Alekos Fassianos, auch Alecos Fassianos, (griechisch Αλέκος Φασιανός; * 13. Dezember 1935 in Athen; † 16. Januar 2022 in Athen) war ein griechischer Maler, Schriftsteller und Dichter. Er galt als einer der bekanntesten griechischen Maler der Gegenwart.

## Leben
Alekos Fassianos studierte Violine am Athener Konservatorium und Malerei an der Hochschule der Bildenden Künste Athen (1955–1960) bei Yannis Moralis. Kurz nach seiner ersten Einzelausstellung in Athen (1960, Galerie A23) ging er mit einem Stipendium der französischen Regierung nach Paris. Dort besuchte er Lithografiekurse an der École nationale supérieure des beaux-arts de Paris bei Pierre-Eugène Clairin und Georges Dayez (1962–1964). Schließlich ließ er sich dauerhaft in der französischen Hauptstadt nieder, wo er 35 Jahre lang lebte, während er eine enge und regelmäßige Beziehung zu Griechenland aufrechterhielt.
In seinen Werken thematisierte Fassianos oft Erotik und Sinnlichkeit, den Sommer, die Mythologie, aber auch Situationen des täglichen Lebens. Er hat seine Werke in mehr als 70 Einzelausstellungen in Griechenland und in vielen europäischen Städten präsentiert. Die Metrostation Metaxourgio in Athen wurde mit Kunstwerken von Fassianos ausgestattet. Weniger bekannt ist, dass Fassianos auch Bühnenbilder, Theaterkostüme und Buchillustrationen entwarf. Eine Briefmarkenserie der Olympischen Spiele von Athen wurde ebenfalls von Fassianos entworfen.
Alekos Fassianos starb im Alter von 86 Jahren in seinem Athener Heim.

## Ehrungen und Auszeichnungen
- Phönix-Orden (1985)
- Ordre des Arts et des Lettres (Chevalier; 1985)
- Aufnahme in die Akademie von Athen (1999)
- Mitglied der Ehrenlegion (2013)